# Benito Mussolini - Anatomia di un dittatore
Benito Mussolini - Anatomia di un dittatore è un film documentario italiano del 1962 diretto da Mino Loy con la collaborazione di Adriano Baracco.

## Trama
Il film è un documentario che, usando immagini d'epoca, segue la vita di Benito Mussolini dalla nascita alla scomparsa, illustrando così anche le vicende dell'Italia attraverso quegli anni.